# Конопчанский, Пётр Михайлович
Пётр Михайлович Конопчанский (1867—1937) — русский военачальник, генерал-майор.

## Биография
Родился 16 марта 1867 года в православной семье.
Образование получил в Петровском Полтавском кадетском корпусе. В военную службу вступил 24 августа 1885 года. Затем окончил 3-е военное Александровское училище, откуда был выпущен подпоручиком (ст. 11.08.1886) в Новогеоргиевскую крепостную артиллерию. Поручик (ст. 11.08.1890). Штабс-капитан (ст. 25.07.1895). Капитан (ст. 06.05.1900). Подполковник (ст. 17.05.1906).
Окончил Офицерскую артиллерийскую школу «отлично». На 1 января 1909 года — подполковник 1-го Восточно-Сибирского осадного артиллерийского полка. Полковник (пр. 1909; ст. 06.12.1909; за отличие). Командир 2-го Сибирского тяжелого артиллерийского дивизиона (04.08.1910-04.08.1912). Командир 5-го тяжелого артиллерийского дивизиона с 4 августа 1912 года.
Участник Первой мировой войны. Командующий 5-й тяжелой артиллерийской бригадой с 17 августа 1914 года. На 24 мая 1915 года находился в том же чине и должности. Генерал-майор (пр. 24.05.1915; ст. 11.10.1914; за отличия в делах) с утверждением в должности. На 10 июля 1916 года — в том же чине командир той же бригады. В январе 1917 года — командир 73-й артиллерийской бригады. Инспектор артиллерии 48-го армейского корпуса с 1 февраля по 24 июня 1917 года. Инспектор артиллерии 13-го армейского корпуса с 24 июня 1917 года.
После Октябрьской революции остался в России. В июле 1919  года заслуженный генерал поселился в Брянске, работал сначала на местной электростанции, затем бухгалтером в школе № 12. На 1933 год находился в административной ссылке в пос. Новый Бор Усть-Цилемского района Коми АО, работал бухгалтером. Был арестован 17 мая 1933 года. Обвинялся КОО ОГПУ по ст. 58-10, 58-11 УК РСФСР. Постановлением КОО ОГПУ от 10 августа 1933 года дело прекращено. Продолжил работу в Брянске, где в декабре 1937 года был снова арестован по делу «контрреволюционной фашистско-офицерской организации», якобы существовавшей в Брянске с 1927 года. 29 ноября 1937  года брянская особая тройка приговорила П. М. Конопчанского к расстрелу.

## Награды
- Награждён орденом Св. Георгия 4-й степени (27 января 1917).
- Также награждён орденами Св. Станислава 2-й степени (1903); Св. Анны 2-й степени (1906); Св. Владимира 4-й степени (1914); Св. Владимира 3-й степени с мечами (12.1914); мечи и бант к ордену Св. Владимира 4-й степени (ВП 06.04.1915); мечи к ордену Св. Анны 2-й степени (ВП 18.05.1915); Св. Станислава 1-й степени с мечами (ВП 08.1915).